# العلاقات البالاوية الليتوانية
العلاقات البالاوية الليتوانية هي العلاقات الثنائية التي تجمع بين بالاو وليتوانيا.

## مقارنة بين البلدين
هذه مقارنة عامة ومرجعية للدولتين:
| وجه المقارنة                                              | بالاو                         | ليتوانيا                                                    |
| --------------------------------------------------------- | ----------------------------- | ----------------------------------------------------------- |
| المساحة (كم2)                                             | 465                           | 65.30 ألف                                                   |
| عدد السكان (نسمة)                                         | 21.73 ألف                     | 2.79 مليون                                                  |
| الكثافة السكانية (ن./كم²)                                 | 4.67 ألف                      | 42.73                                                       |
| العاصمة                                                   | نغيرولمود، كورور              | فيلنيوس، كاوناس                                             |
| اللغة الرسمية                                             | لغة إنجليزية، اللغة البالاوية | اللغة الليتوانية                                            |
| العملة                                                    | دولار أمريكي                  | ليتاس ليتواني، يورو                                         |
| الناتج المحلي الإجمالي (بليون دولار)                      | 291.54 مليون                  | 47.17 مليار                                                 |
| الناتج المحلي الإجمالي (تعادل القوة الشرائية) بليون دولار | 326.12 مليون                  | 84.06 مليار                                                 |
| الناتج المحلي الإجمالي الاسمي للفرد دولار أمريكي          | 13.50 ألف                     | 14.15 ألف                                                   |
| الناتج المحلي الإجمالي للفرد دولار أمريكي                 | 14.76 ألف                     | 27.69 ألف                                                   |
| مؤشر التنمية البشرية                                      | 0.780                         | 0.839                                                       |
| رمز المكالمات الدولي                                      | +680                          | +370                                                        |
| رمز الإنترنت                                              | .pw                           | .lt                                                         |
| المنطقة الزمنية                                           | ت ع م+09:00                   | ت ع م+02:00، ت ع م+03:00، أوروبا/فيلنيوس ‏، توقيت شرق أوروبا |

## منظمات دولية مشتركة
يشترك البلدان في عضوية مجموعة من المنظمات الدولية، منها:
| علم المنظمة | اسم المنظمة                        | تاريخ انضمام بالاو | تاريخ انضمام ليتوانيا |
| ----------- | ---------------------------------- | ------------------ | --------------------- |
|             | مؤسسة التنمية الدولية              | 16 ديسمبر 1997     | 23 سبتمبر 2011        |
|             | الأمم المتحدة                      | 15 ديسمبر 1994     | 17 سبتمبر 1991        |
|             | منظمة حظر الأسلحة الكيميائية       | ?                  | ?                     |
|             | مؤسسة التمويل الدولية              | 16 ديسمبر 1997     | 15 يناير 1993         |
|             | وكالة ضمان الاستثمار متعدد الأطراف | 16 ديسمبر 1997     | 8 يونيو 1993          |
|             | يونسكو                             | 20 سبتمبر 1999     | 7 أكتوبر 1991         |
|             | البنك الدولي للإنشاء والتعمير      | 16 ديسمبر 1997     | 6 يوليو 1992          |

## وصلات خارجية
- موقع وزارة الخارجية الليتوانية